# Resolució 888 del Consell de Seguretat de les Nacions Unides
La Resolució 888 del Consell de Seguretat de les Nacions Unides fou adoptada per unanimitat el 30 de novembre de 1993.
Després de recordar resolucions 637 (1989), 693 (1991), 714 (1991), 729 (1992), 784 (1992), 791 (1992) i 832 (1993), el Consell va expressar preocupació sobre aspectes de la situació a El Salvador i va ampliar el mandat de la Missió d'Observació de les Nacions Unides al Salvador (ONUSAL) fins al 31 de maig de 1994.
El Secretari General Boutros Boutros-Ghali havia informat que el procés de pau a El Salvador havia avançat, un anunci ben acollit pel Consell. No obstant això, es va expressar preocupació pel retard en els assumptes relacionats amb la transferència de terres, la reinserció dels excombatents, el desplegament de la nova policia i les recomanacions de la Comissió sobre la Veritat. També va haver-hi preocupació per la violència recent i les seves implicacions per al procés de pau i les eleccions de març de 1994, que poden afectar negativament el procés de pau si no es tenien en compte.
Es va donar la benvinguda a les investigacions del Secretari General i del Govern d'El Salvador sobre els grups armats il·legals i la seva possible associació amb la violència. Al mateix temps, el Consell de Seguretat era preocupat els assassinats motivats políticament pels membres dels partits, incloent el Frente Farabundo Martí para la Liberación Nacional (FMLN) i l'Alianza Republicana Nacionalista (ARENA). Per al Consell, El Salvador estava en una fase crítica i indicava que les eleccions s'havien de celebrar en un ambient lliure, just i pacífic. En aquest sentit, es van acollir declaracions dels candidats presidencials sobre la pau i l'estabilitat.
El Consell de Seguretat va condemnar la recent violència del país i la implementació parcial d'importants actes de l'acord de pau, i va demanar al Govern d'El Salvador i FMLN que facin esforços per prevenir la violència política i complir les seves obligacions en virtut dels acords de pau. Es va reafirmar el suport al secretari general, en cooperació amb el Govern d'El Salvador, sobre l'obertura d'una investigació sobre grups armats il·legals a El Salvador. També es va instar a totes les parts a cooperar amb el Representant Especial del Secretari General i la ONUSAL en l'aplicació dels acords de pau.
Es va insistir en la necessitat de recuperar les armes dels individus privats oposats als acords de pau, mentre s'urgia la resolució de la resta de problemes relacionats amb la implementació d'un programa de transferència de terres i els programes de reintegració per als excombatients d'ambdues parts. Després d'ampliar el mandat de la ONUSAL fins al 31 de maig de 1994, el Consell va concloure demanant al Secretari General que informés sobre l'evolució a El Salvador i sobre les operacions d'ONUSAL per tal que la seva mida i mandat es poguessin revisar durant el període posterior al seu mandat actual.